# Rubén Aguirre
Rubén Aguirre Fuentes (Saltillo, 15 de junho de 1934 – Puerto Vallarta, 17 de junho de 2016), apelidado de Shory na década de 70, foi um ator, comediante e agrônomo mexicano, que tornou-se famoso mundialmente interpretando personagens criados por Roberto Gómez Bolaños, mais notavelmente o Professor Girafales no seriado Chaves.
Ao lado de Bolaños, Aguirre também interpretou os personagens Lucas Pirado e o Sargento Refúgio no programa humorístico Chespirito.

## História
O intérprete do romântico Professor Girafales nasceu no dia 15 de junho de 1934, em Saltillo, Coahuila, México. Era o mais velho e o mais alto, tinha 1,96 m de altura, dos 6 filhos de Rubén Aguirre Flores. 
Estudou em Saltillo até o segundo ano do primeiro grau. Foi viver junto com sua família em Torreón, Coahuila. Lá, ele completou o ensino fundamental na escola Centenário e o ensino médio no colégio Venustiano Carranza. Sempre foi considerado um aluno de ótimas notas, porém muito inquieto. Na faculdade, Aguirre estudou na Escola Superior de Agricultura Hermanos Escobar, em Ciudad Juárez, Chihuahua, formando-se engenheiro agrônomo.
Rubén começou a trabalhar muito cedo. Com pouca idade já havia trabalhado de tudo um pouco: já foi locutor de rádio e televisão, ventríloquo, ator, narrador de touradas, lida de campo, toureiro, diretor de televisão.
Na cidade de Monterrey, Aguirre trabalhou no Canal 6, como chefe de locutores e mão direita do gerente do canal. Nessa época, o canal tinha sido recém inaugurado e pouco a pouco começava a competir com o Tele Sistema Mexicano (canal mexicano mais importante nessa época).
Depois, os mesmos donos do Canal 6 abriram um outro canal, o Canal 8, e contrataram Rubén, não como locutor nem como ator, e sim como subgerente de produção.
Quando o canal entrou no ar, passou a trabalhar como executivo da empresa e, aos fins de semana, como ator, em um programa de sábado, criado por Roberto Gómez Bolaños "Chespirito", que se chamava "Chespirotadas". O diretor do canal logo o impediu de desempenhar os dois trabalhos, alegando que, para a imagem da empresa, não ficava bem ter um executivo negociando durante a semana e um ator aos sábados. Para surpresa do próprio diretor do canal, Rubén escolheu ficar como ator e abrir mão do alto salário que recebia até então, como executivo da empresa. 
A partir daí, começou a trabalhar com Roberto Gómez Bolaños em várias séries, como: "El Cidadano Gómez", "Los Super Genios de la Mesa Cuadrada", "El Chapulín Colorado" (Chapolin Colorado) e "El Chavo del Ocho" (Chaves). 
No seriado Chaves, Aguirre conheceu o sucesso internacional, interpretando o altíssimo Professor Girafales, eterno pretendente da Dona Florinda.
Rubén ainda atuou em quatro filmes de Chespirito: "El Chanfle", "El Chanfle 2", "Charrito", "Don Ratón y Ratero".
Com o fim definitivo das gravações do Chaves, em 1992, Aguirre produziu e dirigiu em 1994 o programa "Aqui está la Chilindrina". O programa teve como personagem central a esperta Chiquinha, interpretada por Maria Antonieta de las Nieves. 
Rubén continuou atuando no "Programa Chespirito" até 1995, quando o programa chegou ao final. Depois do fim do programa, Aguirre dedicou-se ao seu circo, onde já atuava desde os anos 1970.
Quando Roberto Gómez Bolaños e Maria Antonieta de las Nieves brigaram na justiça pelos direitos autorais da personagem Chiquinha, Rubén defendeu Roberto e disse que Maria ter roubado a Chiquinha era uma canalhice. Isso não agradou Maria e ela se afastou totalmente de Rubén. Ele, porém, chegou a declarar que gostaria de uma reconciliação e lamentou as brigas envolvendo o elenco de Chaves.
Rubén também criticou Maria Antonieta de las Nieves e Carlos Villagrán por estes continuarem se apresentando como Chiquinha e Quico. Para Aguirre, os dois já estavam velhos demais para fazer os personagens.
Nos anos 2000, Rubén Aguirre engordou mais de 25 quilos devido ao uso de um medicamento para curar um problema que tinha na perna. O ator que ficou conhecido interpretando o Professor Girafales estava pesando mais do que pesava antes o próprio Seu Barriga.
Desde 1976, Rubén era proprietário de um circo: "El Circo del Professor Girafales". Mas, em 2007, Rubén sofreu um grave acidente de carro que o deixou debilitado. Por causa disso, aos poucos, o ator foi deixando de fazer shows. Em 2012, Rubén fez a sua turnê de despedida do circo no México.
No dia 12 de março de 2011, Rubén criou sua conta no Twitter, onde passou a interagir com seus fãs. Ele também criou uma conta no facebook. 
Rubén Aguirre vivia com sua esposa, Consuelo de los Reyes, com quem teve sete filhos. Moravam em Puerto Vallarta, cidade no litoral pacífico do México. 
Em 2014, Rubén sofreu muito com a morte de Roberto Gómez Bolaños. A última vez que Rubén falou com Roberto foi por telefone. Sabendo que Roberto estava doente, Rubén lhe disse: "Roberto, se tem alguma coisa que eu possa fazer por você, por favor, diga-me". A resposta de Roberto foi: "Já está fazendo ao me ligar". Em uma entrevista, Rubén falou emocionado sobre Roberto: "Ele era meu irmão. Não éramos amigos, éramos irmãos".   Um mês antes de Roberto falecer, Rubén já tinha dito que havia conversado com ele e que os dois combinaram de se reencontrarem um dia. Mas o próprio Rubén, falando com a imprensa, admitiu que isso seria difícil de cumprir, já que eles moravam muito longe um do outro.
Em 2015, lançou sua biografia, intitulada Después de usted, publicada no México pela Editora Planeta. Na sua biografia, Rubén chegou a fazer algumas críticas a Florinda Meza, atriz que foi casada com Roberto Gómez Bolaños, dizendo que ela era ciumenta e que "cegou" Bolaños, o que, para Aguirre, provocou a separação do elenco. "Creio que Roberto nunca se deu conta de que esta situação separava o grupo porque estava ofuscado. Falar mal dela (Florinda Meza) na frente de Roberto significava perder a amizade dele e perder tudo. Agora posso dizer que ele a endeusava", escreveu Rubén.
Foi o último da turma do Chaves a ser entrevistado no Programa do Ratinho, a entrevista foi exibida no dia 25 de novembro de 2015. Antes disso, o apresentador do programa, Ratinho, em uma entrevista com Édgar Vivar, havia lançado um desafio: falou que se Rubén Aguirre não pudesse vir até o Brasil, ele iria ao México entrevistá-lo.
No dia 12 de fevereiro de 2016, se reencontrou com Florinda Meza, a Dona Florinda, em Puerto Vallarta. Os dois relembraram momentos do seriado e cantaram a música "Los Cursis", de um episódio da série. O reencontro emocionou os fãs.

## Brasil
No Brasil, Rubén Aguirre foi dublado, inicialmente, por Potiguara Lopes, que logo foi substituído por Osmiro Campos, que se tornou o dublador principal do Professor Girafales e dos outros personagens de Rubén. Em 6 de julho de 2015, Osmiro Campos morreu vítima de parada cardíaca, aos 82 anos, nos episódios inéditos após a morte de Osmiro Mauro Ramos se tornou o novo dublador do Professor Girafales.
Em 1988, Rubén foi entrevistado por Gugu Liberato para o programa Viva a Noite. Além dele, Roberto Gómez Bolaños, Florinda Meza e Edgar Vivar também foram entrevistados por Gugu. A entrevista foi exibida em janeiro de 1989. Em 2015, Rubén concedeu mais uma entrevista, desta vez no Programa do Ratinho e que foi feita pela jornalista Nadja Haddad, com a ajuda de Murilo Bordoni, produtor do programa. 
Em 1981, Rubén Aguirre esteve no Brasil pela primeira vez. Na época, ele e o elenco de Chaves estavam fazendo uma turnê no Paraguai e aproveitaram para visitar a cidade brasileira de Foz do Iguaçu, onde conheceram as Cataratas do Iguaçu.
Em 1996, Rubén Aguirre esteve no Brasil mais uma vez. Desta vez, Rubén veio sozinho, com seu circo, que fez apresentações em cidades do Mato Grosso, Mato Grosso do Sul e São Paulo. Rubén fez os shows em português, auxiliado por uma professora que lhe ensinava o idioma.  
Em março de 2012, Rubén iria vir novamente ao Brasil para participar da "Escolinha do Ratinho", quadro do Programa do Ratinho. Mas a viagem acabou sendo cancelada dias antes dele embarcar.

## Vida pessoal

### Saúde
No fim de 2007, Rubén Aguirre e sua esposa sofreram um grave acidente de carro. Consuelo perdeu uma perna após a batida. Ela e o marido passaram a usar cadeira de rodas. Rubén ficou debilitado por conta desse acidente e precisou fazer algumas cirurgias. No início da década de 2010, muitos veículos de comunicação divulgaram que ele havia perdido muito dinheiro para pagar as cirurgias e que estava praticamente falido. Mas o próprio Rubén, em uma entrevista para a imprensa, negou isso, assim como sua filha. Segundo Rubén, ele gastou sim muito dinheiro com as cirurgias, mas isso não fez com que ele ficasse falido ou próximo disso. O ator vinha se dedicando ao circo desde que parou de trabalhar nos programas de Roberto Gómez Bolaños na década de 1990, mas ficou com dificuldades para continuar após o acidente automobilístico. Assim, em 2010, Rubén se aposentou e, em 2012, ele fez a sua turnê de despedida do circo no México.
No dia 23 de agosto de 2014, ele foi internado no Instituto Mexicano de Segurança Social com quadro de desidratação e anemia. Segundo informações da Associated Press, o filho do comediante, Arturo Aguirre, disse à rede Televisa que "o estado de saúde do pai é um pouco delicado". Após duas semanas, Rubén deixou o hospital, mas logo depois o ator demonstrou sofrer depressão.
Com idade avançada e problemas de saúde, Aguirre tinha sido recomendado por médicos para viver ao nível do mar. Por causa disso, não ia à capital, Cidade do México, a 2.250 m de altitude, e nem viajava longas distâncias, o que o impedia de vir ao Brasil com frequência.
Em 2015, foi hospitalizado por causa de cálculos na vesícula e problemas na coluna. Mas os cálculos não puderam ser removidos na época por causa de uma dívida hospitalar. Em entrevista ao canal Telemundo, emissora mexicana nos Estados Unidos, Aguirre disse que um dos filhos de Roberto Gómez Bolaños ofereceu-lhe ajuda. Os outros colegas de elenco de Chaves, no entanto, não teriam feito o mesmo. Nessa época, Rubén também divulgou uma carta em que dizia ter "sérios problemas de saúde" e pedia apoio para pagar seus gastos. O texto, intitulado "E agora, quem poderá me defender?" (referência ao personagem Chapolin), foi divulgado em redes sociais no dia 15 de junho de 2015, e reivindicava assistência médica da Associação Nacional de Atores do México (Anda).
Numa declaração à imprensa sobre seu estado de saúde, Rubén disse que estava apenas razoavelmente bem e finalizou dizendo: "Não temo a morte. Temo estar morrendo".
Em dezembro de 2015, a Associação Nacional de Atores do México (Anda) pagou as dívidas que Rubén tinha com os hospitais e que lhe impediram de ser internado meses antes.
Em maio de 2016, ele foi internado, devido a uma pneumonia, e passou 11 dias no hospital.
No dia 1º de junho de 2016, durante a internação, Aguirre usou o Twitter para agradecer aos fãs e chegou a brincar com boatos de sua morte. "Já começaram os rumores. Digo-lhes que estou vivinho e tuitando. Taaaa, taaa, ta,,, ta!".

### Relacionamentos
Rubén era casado com Consuelo de Los Reyes Medellín. Consuelo, que também se envolveu num acidente sofrido pelo ator em 2007 e perdeu uma das pernas como consequência, morreu em 7 de agosto de 2018.

## Morte
Rubén Aguirre morreu em 17 de junho de 2016, dois dias depois de completar 82 anos. Sua morte foi anunciada primeiro por Édgar Vivar, intérprete do Senhor Barriga, através de rede social, onde também divulgou sua última foto ao lado do amigo. Horas depois, a filha de Rubén, Verónica Aguirre Reyes, confirmou a notícia e informou a causa da morte. "É verdade que ele não está mais conosco. Lamentavelmente, morreu às 4h10 (horário do México) desta manhã por complicações de uma pneumonia", disse ela para o canal BBC.
Aguirre sofria com problemas renais e tomava vários medicamentos para controlar sua diabetes, além de cálculos na vesícula e problemas de coluna. Poucos dias antes da morte, o intérprete do Professor Girafales havia passado 11 dias internado no México por causa de uma pneumonia. O ator tinha deixado o hospital, mas seu estado de saúde ainda era delicado. Por isso, ele vinha recebendo atendimento médico em casa.  Sua filha, Verônica Aguirre Reyes, disse que Rubén havia deixado o hospital para evitar o risco de pegar uma infecção, mas que continuava com o tratamento para melhorar da pneumonia. Ela também chegou a dizer que ele tinha melhorado um pouco em casa. Após a morte de seu pai, Verônica disse para a rede de televisão chilena TVN que Aguirre faleceu "sem dor, nem sofrimento". Para o canal BBC, ela disse: "A verdade é que meu pai estava muito cansado de estar doente. Agora ele descansou".
Antes de morrer, Rubén tinha planos para fazer uma peça de teatro com Edgar Vivar. Com a morte de Rubén, Edgar descartou a possibilidade de realizar a peça. "Isso ficará no papel, se não foi com ele não será com ninguém", disse o intérprete do Senhor Barriga. 
Foi o sétimo dos doze integrantes do elenco principal da série "Chaves" a morrer. Antes dele morreram, nesta ordem: Ramón Valdés (1923-1988), o Seu Madruga; Raúl "Chato" Padilla (1918-1994), intérprete do Jaiminho, o Carteiro; Angelines Fernández (1922-1994), a Dona Clotilde/Bruxa do 71;  Horacio Gómez Bolaños (1930-1999), o Godinez; Roberto Gómez Bolaños (1929-2014), o criador e protagonista de "Chaves";  e María Luisa Alcalá (1943-2016), a Malicha.

### Repercussão
Pouco depois que a notícia do falecimento de Rubén Aguirre começou a correr, o SBT emitiu uma nota em seu site, lamentando a morte e destacando curiosidades da carreira do ator. A emissora interrompeu a programação e a jornalista Joyce Ribeiro anunciou que Rubén tinha falecido. Na manhã do mesmo dia, a Rede Globo também anunciou a morte de Rubén, durante a exibição do Encontro com Fátima Bernardes. A apresentadora Fátima Bernardes lembrou que Rubén faleceu no mesmo dia que Bussunda, outro comediante; e disse que essa era "Uma triste coincidência". Nas redes sociais, os integrantes de Chaves, Edgar Vivar, Carlos Villagrán, Florinda Meza, Maria Antonieta de las Nieves e os filhos de Roberto Gómez Bolaños lamentaram a morte de Rubén. Edgar revelou que iria visita-lo dois dias depois. Para uma TV mexicana, Florinda Meza declarou que "está terminando uma era". Horas depois, o SBT Brasil exibiu a notícia da morte e mostrou fãs emocionados com o falecimento de Rubén na réplica da vila do Chaves, em São Paulo; e homenagens ao ator pela internet. Na noite do mesmo dia, o Programa do Ratinho homenageou Rubén Aguirre e reprisou a entrevista feita com ele em 2015. Os atores Juliano Cazarré e Tatá Werneck e a apresentadora Sônia Abrão lamentaram a morte do ator nas redes sociais. A dubladora da Dona Florinda, Marta Volpiani, gravou uma mensagem de despedida para Rubén, que foi divulgada em um vídeo na internet. Neste dia, a morte de Rubén Aguirre foi um dos assuntos mais comentados do mundo todo no twitter. O  Ministério da Educação também usou a rede para prestar uma homenagem ao ator.
No dia seguinte, o SBT homenageou Rubén Aguirre com uma exibição especial de Chaves, onde foram exibidos episódios em que o ator se destacou na série. No domingo, dia 19 de junho de 2016, Celso Portiolli homenageou Rubén Aguirre no Domingo Legal.
Em 24 de junho de 2016, uma semana após o falecimento de Rubén, o ator recebeu uma homenagem de vários artistas, como Paulinho Gogó, Eros Prado, Marlei Cevada, entre outros, que gravaram um vídeo onde repetiram o bordão do Professor Girafales: "Taaaa, taaa, ta, ta!". No mesmo dia, fãs prestaram mais uma homenagem à Rubén Aguirre na réplica da vila do Chaves, em São Paulo. Os fãs, reunidos pelo Fórum Chaves e Fã-Clube Chespirito Brasil, cantaram juntos a música "Boa Noite Vizinhança", do episódio onde toda a turma do Chaves vai para Acapulco, por ser uma música de despedida. A dubladora da Chiquinha, Cecília Lemes, também participou da homenagem.
A morte de Rubén Aguirre teve repercussão em toda a América Latina. A internet foi o principal meio que os fãs utilizaram para lamentar a morte do ator e prestar homenagens. Em países como México, Colômbia, Argentina, Brasil e Chile, o nome "Professor Girafales" ficou entre os mais citados da internet durante quatro dias.

### Funeral
Seu corpo foi velado em 18 de junho, um dia depois de sua morte, na Funerária Celis, em Puerto Vallarta, onde também aconteceu a cremação. A despedida reuniu amigos, familiares e fãs, que foram ao local vestidos como personagens do seriado Chaves. Segundo o jornal "El universal", a cerimônia teve uma missa de corpo presente. Além de flores, maçãs foram colocadas no caixão do ator, em referência às cenas em que o professor recebia frutas dos alunos no seriado.
As ausências sentidas na cerimônia foram de Florinda Meza, a Dona Florinda, e de María Antonieta de las Nieves, a Chiquinha. A primeira afirmou à France Presse que não iria porque ainda sofria com a morte de seu marido, Roberto Gómez Bolaños, falecido em 28 de novembro de 2014. Mas que depois visitaria seu túmulo e sua família. Já María Antonieta de las Nieves, em entrevista publicada pelo jornal "El Universal", contou que estava "muito triste", mas que não poderia ir à cerimônia porque estava em turnê.

## Filmografia

### Televisão
| Ano       | Título                              | Personagem / Nota                                                           |
| --------- | ----------------------------------- | --------------------------------------------------------------------------- |
| 1970-1971 | Los Supergenios de la Mesa Cuadrada | Professor Girafales, vários                                                 |
| 1970-1971 | El Ciudadano Gómez                  | Vários                                                                      |
| 1970-1971 | Chespirito                          | Professor Girafales, Lucas Pirado, vários                                   |
| 1972-1980 | El Chavo del Ocho                   | Professor Girafales                                                         |
| 1973-1979 | El Chapulín Colorado                | Poucas Trancas, Nenê, varios                                                |
| 1975      | El Gran Circo de Capulina           | Vários (1 episodio)                                                         |
| 1979      | La Chicharra                        | Don Lino Tapia                                                              |
| 1980-1995 | Chespirito                          | Professor Girafales, Lucas Pirado, Sargento Refugio, Don Lino Tapia, vários |
| 1998-1999 | Soñadoras                           | Don Albertano Dueñas                                                        |
| 2005      | Solteros sin compromiso             | O próprio (participação especial)                                           |

### Cinema
| Ano  | Título                                           | Personagem / Nota(s)            |
| ---- | ------------------------------------------------ | ------------------------------- |
| 1974 | Santo y Blue Demon contra el Doctor Frankenstein | Dr. Genaro Molina               |
| 1977 | El Moro de Cumpas                                | Señhor Cura                     |
| 1977 | Lo Veo y No Lo Creo                              |                                 |
| 1977 | Capulina Chisme Caliente                         |                                 |
| 1978 | La Hora del Jaguar                               |                                 |
| 1978 | El Chanfle                                       | Sr. Matute                      |
| 1979 | Mi Caballo el Cantador                           | Padre Aparício                  |
| 1980 | Sabor a Sangre                                   | Sacerdote                       |
| 1982 | El Chanfle 2                                     | Sr. Matute                      |
| 1983 | Viva el Chubasco                                 |                                 |
| 1983 | Don ratón y don ratero                           | Rufino Rufião                   |
| 1984 | Charrito                                         | Diretor                         |
| 1984 | Escuadrón Sida                                   |                                 |
| 1988 | Música de Viento                                 |                                 |
| 1991 | Este Vampiro es un Tiro                          |                                 |
| 1992 | El Chivo                                         | Padre Correa                    |
| 1994 | Fray Valentino II                                | Fray Valentino                  |
| 1994 | Las Aventuras de Fray Valentino                  | Fray Valentino                  |
| 2004 | El Show del Vampiro                              | O Produtor (Versão em Espanhol) |

## Novelas
- Mundo de Juguete (Mundo de Brinquedo);
- Rutas de Pasión (Rotas de Paixão);
- Agonía de Amar (Agonia de amar);
- Las Aventuras de Hoc (As aventuras de Hoc).

### Indicações
- Viva el Chubasco: filme pelo qual Rubén Aguirre ganhou[56][57] o prêmio Diosa de Plata, pela academia cinematográfica.